# 伊恩·端納
伊恩·羅拔·端納（英語：Iain Robert Turner，1984年1月26日—）出生於蘇格蘭史特靈，是一名足球運動員，司職守門員，現效力英格蘭足球議會全國聯賽球會燦美爾。

## 生平

### 球會
愛華頓
端納出身蘇丙球會史特靈，於2003年1月轉投英超球會愛華頓，補償金為5萬英鎊，當他為一隊在英超上陣達到15場，金額加倍。端納於2004年2月被外借到議會全國聯賽領頭羊車士打城一個月汲取上陣經驗，其後延長至球季結束，並協助球會贏得聯賽冠軍及重返英格蘭足球聯賽資格。端納一直未能鞏固一隊席位，因而不斷被短暫外借到其他球會，2005年11月被借到韋甘比一個月，2006年11月到水晶宮一個月，2007年2月到錫周三一個月，直到2009年3月再被外借到諾定咸森林渡過餘下球季。
在連串外借之間，端納僅為愛華頓一隊上陣6場賽事，於2006年2月8日英格蘭足總盃第四圈重賽作客車路士，正選門將李察·胡禮賽前熱身受傷，端納臨危受命首次上陣，以1-4落敗被淘汰；三天後端納首次為愛華頓在英超上陣，主場對布力般流浪把守獨木關，開賽僅9分鐘他便因在禁區外用手接老將史杜比斯（Alan Stubbs）的頭球回傳，被球證直接出示紅牌驅逐離場；但在球季結束前他仍多取得兩次英超上陣機會。翌季季初端納在英格蘭聯賽盃第三圈主場4-0大勝盧頓再次正選登場；直到季末由於正選門侯活為曼聯借將身份，端納才在主場聯賽對曼聯取得上陣機會，愛華頓領先2-0，但他一次迎接對方開出的角球脫手，被伏兵門前的奧沙射入，自此曼聯扭轉形勢，反勝4-2完場。翌季侯活正式加盟愛華頓，以穩健演出霸佔門將席位，端納完全沒有出場機會。
2010年8月14日端納被緊急借用到英冠球會高雲地利一個月，取代被伯明翰城提早召回的（Colin Doyle）席位，由於球隊首席門將基兰·韦斯特伍德（Keiren Westwood）家有喪事缺陣，端納在同日舉行作客對屈福特的聯賽正選上陣，但僅作賽18分鐘便因傷被迫退下火線。2011年2月9日端納再被緊急借用到英冠球會普雷斯頓93日，於上陣11場後，在4月11日獲延長借用至球季結束。
普雷斯頓
2011年7月29日端納拒絕續約愛華頓，並以自由身正式轉投剛降班英甲的普雷斯頓，簽約一年。初時端納一直擔任球隊正選，更於8月27日主場對取得1個入球。但他於10月腳趾骨折後操練再次觸傷舊患，在球隊羅致托尔斯滕·施图克曼（Thorsten Stuckmann）後失去正選席位。2012年1月11日端納獲外借返回蘇格蘭效力蘇超升班馬鄧弗姆林直到球季結束，但於上陣4場後便因背傷而結束借用。

## 外部連結
- 足球数据库：伊恩·端納的球员统计数据